# 부부

결혼의 상징으로, 가계도에서 자주 사용된다.

부부(夫婦)란 결혼한 남녀로 남편과 아내를 말한다. 순수한 한국어로 가시버시라는 말은 부부를 겸손하게 이르는 말이다.

## 특징
일반적으로 경제적으로 공동생활을 하며, 함께 자녀를 양육한다. 사이 좋은 부부를 잉꼬부부라고 한다. 아내를 존중하고 아끼는 남편을 자상한 남편라고 하며, 남편을 존중하고 위해주는 아내를 현명한 아내라 한다.

## 역사
근대 이전에는 일부일처제가 아닌 일부일처다첩의 일부다처 혼인관계가 존재하였으나 현재에는 일부일처제가 일반화됨에 따라 남편과 아내는 평등한 관계가 되었다.

## 건강한 관계
부부 사이에 싸움이 없을 수는 없다. 부부관계 전문가들에 의하면 사이가 좋은 부부들은 다음과 같은 특징이 있다고 한다. 서로의 단점에 대해 불평하기보다 장점에 대해 감사하는 태도를 가지며, 다른 사람 앞에서 상대를 칭찬하는 것을 잘 한다. 또한 일상 생활 중에 규칙적으로 같이 하는 활동이 있다. 어떤 일에 대해 너무 심각하지 않은 자세를 취하고 유머있게 대처할수록 더 건강한 관계를 가질 수 있다. 상대방과 의견이 다르더라도 공감하고 입장을 바꿔서 생각한다. 싸움을 하더라도 폭언하거 폭행하거나 무시하는 등 상처주지 않아야 한다. 스스로의 실수나 잘못에 대해서 사과하고 책임을 지는 태도도 필요하다. 퇴근 후 언제 집에 들어가는지 상대에게 알리는 행동도 좋은 관계에 도움이 된다. 마지막으로 늘 서로를 유혹하는 태도를 가지면 좋다.